# Lý Nguyên Cát
Lý Nguyên Cát (chữ Hán: 李元吉, 603 – 2 tháng 7 năm 626), biểu tự Tam Hồ (三胡), là một thân vương của triều đại nhà Đường. Ông là con của hoàng đế khai quốc Đường Cao Tổ Lý Uyên, và về phe của Thái tử Lý Kiến Thành trong cuộc tranh chấp quyền lực với Tần vương Lý Thế Dân.
Năm 626, Lý Thế Dân gây ra Sự biến Huyền Vũ môn, sát hại Lý Kiến Thành và Lý Nguyên Cát.

## Thân thế
Lý Nguyên Cát sinh năm 603, tức trong thời gian trị vì của Tùy Văn Đế Dương Kiên. Ông là con trai thứ 4 và là con trai út của Lý Uyên với Đậu phu nhân, con gái của Thần Vũ công Đậu Nghị (竇毅) với Tương Dương công chúa Bắc Chu. Lý Nguyên Cát có ba anh: Lý Kiến Thành, Lý Thế Dân và Lý Nguyên Bá (qua đời năm 614), và một chị/em gái mà về sau trở thành Bình Dương Chiêu công chúa.
Năm 616, các cuộc khởi nghĩa nông dân bắt đầu nhấn chìm miền Bắc Trung Hoa, còn Đông Đột Quyết thường xuyên suất quân xâm nhập, Tùy Dạng Đế phái Lý Uyên đi trấn thủ Thái Nguyên, với nhiệm vụ chống lại cả quân nổi dậy và quân Đột Quyết. Khi đó, Lý Uyên đưa Lý Thế Dân cùng đến Thái Nguyên, song để Lý Kiến Thành, Lý Nguyên Cát và một người con khác là Lý Trí Vân, cùng gia thuộc ở Hà Đông (河東, nay thuộc Vận Thành, Sơn Tây).
Năm 617, do lo sợ sẽ bị Tùy Dạng Đế trừng phạt vì không đối phó được với Định Dương khả hãn Lưu Vũ Chu (một thủ lĩnh nổi dậy), lại được Lý Thế Dân thuyết phục, Lý Uyên nổi dậy phản Tùy. Sau đó, Lý Uyên bí mật phái người đến Hà Đông bảo các nhi tử chạy đến Thái Nguyên, Lý Kiến Thành và Lý Nguyên Cát đến Thái Nguyên, song để Lý Trí Vân mới 13 tuổi ở lại Hà Đông.
Tuy nhiên, trước khi Lý Kiến Thành, Lý Nguyên Cát và Sài Thiệu (con rể) đến được Thái Nguyên, Lý Uyên nổi dậy, tuyên bố là muốn lập Dương Hựu làm hoàng đế, và để Tùy Dạng Đế làm thái thượng hoàng. Đáp lại, các quan lại triều Tùy bắt giữ Lý Trí Vân, giải đến Trường An rồi xử tử.

## Góp phần khai quốc
Lý Nguyên Cát không trở thành các trọng tướng như hai huynh Lý Kiến Thành và Lý Thế Dân, ông được bổ nhiệm làm Thái Nguyên quận thủ, được phong tước Cô Tang quận công (姑臧郡公). Khi Lý Uyên dẫn quân hướng về Trường An, ông ta để Lý Nguyên Cát lưu thủ Thái Nguyên. Cũng trong năm đó, sau khi chiếm được Trường An và tôn Dương Hựu làm hoàng đế, tức Tùy Cung Đế, Lý Uyên nắm quyền phụ chính và phong Lý Nguyên Cát làm Tề quốc công (齐国公), quản lý việc quân sự của 15 quận quanh Thái Nguyên, trao chức Trấn Bắc đại tướng quân.
Vào mùa xuân năm 618, Vũ Văn Hóa Cập tiến hành binh biến sát hại Tùy Dạng Đế ở Giang Đô (江都, nay thuộc Dương Châu, Giang Tô). Khi tin tức truyền đến Trường An, Lý Uyên buộc Tùy Cung Đế phải thiện nhượng cho mình, khởi đầu triều Đường. Lý Nguyên Cát thụ phong tước Tề vương (齊王), được trao chức Tịnh Châu tổng quản (Tịnh châu bao gồm cả thành Thái Nguyên).
Khi lưu thủ Thái Nguyên, Lý Nguyên Cát được mô tả là kiêu căng và hoang phí, và ông thường tổ chức luyện tập quân sự cùng với những người thiếp và thị nữ của ông, trong đó sử dụng khôi giáp và vũ khí thật, khiến họ phải chịu nhiều thương vong, bản thân Lý Nguyên Cát cũng bị thương. Thị nữ Trần Thiện Ý (陳善意) cố thuyết phục Lý Nguyên Cát thay đổi, song ông ra lệnh cho lính canh đánh chết Thiện Ý. Vào mùa xuân năm 619, khi Vũ Văn Hâm (宇文歆) thượng tấu vấn đề này cho Đường Cao Tổ, Đường Cao Tổ đá tạm thời bãi chức Lý Nguyên Cát. Tuy nhiên, chưa đầy một tháng sau, do người dân Thái Nguyên đề nghị để Lý Nguyên Cát trấn thủ thành, Đường Cao Tổ phục chức cho hoàng nhi. Các sử gia truyền thống cáo buộc Lý Nguyên Cát ép buộc người dân phải trình tấu cho Đường Cao Tổ.
Vào mùa hè năm 619, Lưu Vũ Chu tiến đánh khu vực Thái Nguyên, Lý Nguyên Cát phái Trương Đạt (張達) đi đánh Lưu Vũ Chu, bất chấp việc Trương Đạt phản đối về việc đội quân được giao có quá ít binh lính. Trương Đạt quả nhiên chiến bại, ông ta tức giận nên đầu hàng Lưu Vũ Chu và dẫn quân Định Dương tiến công vào các vị trí phòng thủ của Đường. Ngay sau đó, Lưu Vũ Chu bao vây Thái Nguyên. Lý Nguyên Cát ban đầu có thể đẩy lùi được Lưu Vũ Chu, song sau đó Lưu Vũ Chu quay trở lại và tiếp tục bao vây Thái Nguyên. Vào mùa thu năm 619, Lý Nguyên Cát cùng thê thiếp chạy đến Trường An, Thái Nguyên bị Lưu Vũ Chu chiếm giữ.
Năm 621, khi Lý Thế Dân dẫn quân bao vây kinh thành Lạc Dương của Vương Thế Sung, Lý Nguyên Cát làm phó tướng của Lý Thế Dân. Khi Đậu Kiến Đức đến cứu viện Vương Thế Sung, Lý Thế Dân để Lý Nguyên Cát ở lại tiếp tục bao vây Lạc Dương và trông chừng Vương Thế Sung, còn bản thân dẫn quân đến Hổ Lao quan giao chiến với Đậu Kiến Đức. Quân Đường sau đó giành được chiến thắng, diệt được cả nước Trịnh (Thế Sung) và nước Hạ (Kiến Đức), Lý Nguyên Cát được thăng làm Thị trung, Tương châu đạo hành đài thượng thư lệnh, Tắc Châu Thứ sử.
Khi Đường Cao Tổ hạ lệnh đúc tiền mới, đồng thời cũng cấm nghiêm ngặt người khác đúc tiền, ngoại trừ Lý Thế Dân, Lý Nguyên Cát và Bùi Tịch. Đến khi Lưu Hắc Thát nổi dậy chống Đường và chiếm cứ lãnh thổ trước đây của Đậu Kiến Đức, Lý Thế Dân và Lý Nguyên Cát được cử đi trấn áp. Lý Thế Dân đánh bại Lưu Hắc Thát vào mùa xuân năm 622, buộc Lưu Hắc Thát phải chạy trốn sang Đông Đột Quyết. Sau đó, họ tiến công một thủ lĩnh nổi dậy khác là Lỗ vương Từ Viên Lãng, Lý Thế Dân trở về Trường An và giao cho Lý Nguyên Cát tiến hành các hoạt động chống Từ. Tuy nhiên, Lưu Hắc Thát lúc này lại trở về từ Đông Đột Quyết, tái chiếm lãnh thổ cũ của Đậu Kiến Đức, Lý Nguyên Cát không thể cản nổi.

## Giúp Thái tử chống Lý Thế Dân
Trong khi đó, giữa Thái tử Lý Kiến Thành và Lý Thế Dân diễn ra cạnh tranh quyền lực khốc liệt. Lý Nguyên Cát về phe Lý Kiến Thành trong cuộc cạnh tranh này, và thường thúc đẩy Lý Kiến Thành có hành động cứng rắn chống lại Lý Thế Dân. Lý Kiến Thành và Lý Nguyên Cát có quan hệ thân thiết với các sủng phi của Đường Cao Tổ hơn Lý Thế Dân, các phi tần này nói giúp cho Lý Kiến Thành trước Đường Cao Tổ, khiến Đường Cao Tổ từ bỏ ý nghĩ đưa Lý Thế Dân lên làm hoàng thái tử.
Khi Lý Kiến Thành tình nguyện suất quân đi đánh Lưu Hắc Thát để lập công, Lý Nguyên Cát tham gia cùng. Khoảng tết năm 623, quân của Lưu Hắc Thát sa lầy khi tiến công Ngụy Châu (魏州, nay thuộc Hàm Đan, Hà Bắc) của nhà Đường, Lý Kiến Thành và Lý Nguyên Cát thừa cơ tiêu diệt quân của Lưu Hắc Thát tại Quán Đào (館陶, nay cũng thuộc Hàm Đan). Lưu Hắc Thát chạy trốn sang Đông Đột Quyết, song bị Gia Cát Đức Uy (諸葛德威) bắt giữ, rồi bị giải đến chỗ Lý Kiến Thành, Lý Kiến Thành cho xử tử Lưu. Vào một dịp, Lý Nguyên Cát cố thuyết phục Lý Kiến Thành ám sát Lý Thế Dân khi Lý Thế Dân đến phủ của Lý Nguyên Cát, song Lý Kiến Thành không nỡ giết chết hoàng đệ nên yêu cầu Lý Nguyên Cát dừng lại.
Sau đó, Lý Kiến Thành định tiến hành chính biến nên bị Đường Cao Tổ phế truất khỏi ngôi vị Thái tử và giáng làm Thục vương, sau đó bị đến đất Thục. Tuy nhiên, đến khi Lý Thế Dân đem quân rời đi, Lý Nguyên Cát cùng các phi tần của Đường Cao Tổ và tể tướng Phong Đức Di (封德彝) nói giúp cho Lý Kiến Thành, Đường Cao Tổ vì thế thay đổi ý định, phóng thích Lý Kiến Thành, cho phép trở về Trường An và vẫn giữ tước vị Thái tử. Đường Cao Tổ chỉ quy tội gây bất hòa giữa các con cho các thuộc hạ của Thái tử và Lý Thế Dân, đưa họ đi lưu đày.
Cùng năm, trước các cuộc tiến công liên tục từ Đông Đột Quyết, Đường Cao Tổ suy tính nghiêm túc đến việc đốt bỏ Trường An và rời kinh đô đến Phàn Thành, Lý Kiến Thành, Lý Nguyên Cát và Bùi Tịch chấp thuận đề xuất này. Tuy nhiên, Lý Thế Dân phản đối, vì thế kế hoạch không được thực hiện. Trong khi đó, Lý Thế Dân phái tâm phúc của mình đến Lạc Dương để lập căn cứ ở đó. Đến khi Lý Thế Dân bị ngộ độc nặng sau một bữa tiệc ở Đông cung, (Đường Cao Tổ và Lý Thế Dân đều nghĩ rằng Lý Kiến Thành hạ độc) Đường Cao Tổ tính đến việc phái Lý Thế Dân đến trấn thủ Lạc Dương để ngăn ngừa xung đột tiếp diễn. Tuy nhiên, Lý Kiến Thành và Lý Nguyên Cát sau khi đàm luận thì cho rằng điều này sẽ giúp Lý Thế Dân có cơ hội gây dựng căn cứ quyền lực riêng, vì thế phản đối, Đường Cao Tổ quyết định không thực hiện điều này.

## Qua đời
Năm 626, Lý Thế Dân lo sợ rằng mình sẽ bị Lý Kiến Thành sát hại, các thuộc hạ của Thế Dân là Phòng Huyền Linh, Đỗ Như Hối và Trưởng Tôn Vô Kị liên tục thúc giục Lý Thế Dân có hành động trước, còn Ngụy Trưng cũng khuyến nghị Lý Kiến Thành tiến công Lý Thế Dân trước. Lý Kiến Thành thuyết phục Đường Cao Tổ loại bỏ Phòng Huyền Linh và Đỗ Như Hối, cũng như Uất Trì Kính Đức và Trình Tri Tiết khỏi địa vị thuộc hạ của Lý Thế Dân. Trưởng Tôn Vô Kị không bị loại bỏ, và vẫn tiếp tục cố thuyết phục Lý Thế Dân hành động trước.
Vào mùa đông năm 626, Đông Đột Quyết lại tiến công Đường, và theo đề xuất của Lý Kiến Thành, Đường Cao Tổ quyết định để Lý Nguyên Cát xuất quân đi kháng cự thay thế Lý Thế Dân, Lý Nguyên Cát được quyền chỉ huy phần lớn các binh lính dưới quyền Lý Thế Dân trước đây. Lý Thế Dân hết sức lo lắng, sợ rằng với việc quyền binh nắm trong tay Lý Nguyên Cát, ông sẽ không thể kháng cự lại một khi bị tiến công. Lý Thế Dân phái Uất Trì Kính Đức bí mật đưa Phòng Huyền Linh và Đỗ Như Hối về phủ của mình, và vào một đêm, họ dâng tấu cáo buộc với Đường Cao Tổ rằng Lý Kiến Thành và Lý Nguyên Cát tà dâm với các phi tần của Đường Cao Tổ. Đáp lại, Đường Cao Tổ hạ chiếu triệu Lý Kiến Thành và Lý Nguyên Cát vào triều sáng hôm sau, ngoài ra cũng triệu các lão thần Bùi Tịch, Tiêu Vũ và Trần Thúc Đạt đến để tra xét cáo buộc của Lý Thế Dân. Biết Lý Kiến Thành và Lý Nguyên Cát sẽ đi qua Huyền Vũ môn (玄武門) ở phía bắc hoàng cung, Lý Thế Dân phái Trưởng Tôn Vộ Kỵ và Uất Trì Kính Đức phục kích. Lý Thế Dân đích thân bắn một mũi tên giết chết Lý Kiến Thành, còn Uất Trì Kính Đức giết chết Lý Nguyên Cát. Quân của Lý Thế Dân tiến vào cung, Đường Cao Tổ buộc phải lập Lý Thế Dân làm thái tử, hai tháng sau thì nhường ngôi. Cả năm con trai của Lý Kiến Thành cũng bị Lý Thế Dân giết chết. Cả năm con trai của Lý Nguyên Cát cũng bị Lý Thế Dân xử tử. Vợ của Nguyên Cát là Dương vương phi được Lý Thế Dân nạp làm phi. Đó là Sự biến Huyền Vũ môn nổi tiếng đầu triều Đường.
Lý Nguyên Cát thoạt đầu bị tước bỏ khỏi danh sách tông thất. Sau khi Đường Thái Tông tức vị, truy phong Lý Nguyên Cát là Hải Lăng Lạt quận vương (海陵剌郡王). Năm 642, Đường Thái Tông lại truy phong Lý Nguyên Cát là Sào Lạt vương (巢剌王), và cho hoàng tử con mình với Dương thị là Tào vương Lý Minh (李明) làm hậu tự của Lý Nguyên Cát.

## Gia đình
- Thê thiếp:

1. Vương phi: Dương thị, sau lấy Đường Thái Tông.
2. Mỗ Cơ (某姬).

- Hậu duệ:

1. Lý Thừa Nghiệp (李承業), phong Lương quận vương (梁郡王).
2. Lý Thừa Loan (李承鸞), phong Ngư Dương vương (渔阳王).
3. Lý Thừa Tưởng (李承獎), phong Phổ An vương (普安王).
4. Lý Thừa Dụ (李承裕), phong Giang Hạ vương (江夏王).
5. Lý Thừa Độ (李承度), phong Nghĩa Dương vương (义阳王).
6. Hòa Tĩnh huyện chúa (和静县主), lấy Tiết Nguyên Siêu (薛元超), cháu Tiết Đạo Hành (薛道衡).
7. Thọ Xuân huyện chúa (寿春县主), lấy Dương Dự Chi (杨豫之), con Dương Sư Đạo (杨师道).
8. Văn An huyện chúa (文安县主; 623 - 648), lấy Đoạn Nghiễm (段俨).
9. Tân Dã huyện chúa Lý Lệnh (新野县主李令; 624 - 662), tự Thục Huyến (淑绚), lấy Bùi Trọng Huy (裴重晖).
10. Quy Nhân huyện chúa (归仁县主; 625 - 668), lấy con trai thứ hai của Trường Đạo huyện công Khương Mô (姜謩).